# Puków
Puków (ukr. Пуків) – wieś w rejonie rohatyńskim obwodu iwanofrankiwskiego, założona w 1419 roku. Miejscowość liczy 1052 mieszkańców.
Znajduje tu się przystanek kolejowy Puków, położony na linii Tarnopol – Stryj.

## Historia
Mikołaj z Dzierżanowa, ożeniony w 1447 r. z Jadwigą, córka Jana Gąsiorka z Gór, dostał za nią 30 grzywien posagu, w którym Mikołaj Parawa herbu Ogończyk (1400–1450), dworzanin królewski, starosta halicki oddaje mu część Pukowa, w ziemi halickiej. Żoną Mikołaja Jemielnickiego nieznanego herbu, który w latach 1499–1504 miał różne sprawy we Lwowie, była Elżbieta z Pukowa. W 1527 roku Jakub Potocki herbu Pilawa jako dziedzic Potoka, Pukowa i Sokołowa stawił się w Krakowie i odstąpił należące do swojej żony Katarzyny oraz jej sióstr Anny i Jadwigi Jemielnickich części we wsi Jemielnica w powiecie księskim.
W II Rzeczypospolitej miejscowość była siedzibą gminy wiejskiej Puków w powiecie rohatyńskim województwa stanisławowskiego. W latach 1943–1944 nacjonaliści ukraińscy z OUN-UPA zamordowali tutaj 32 Polaków.

## Krzyż pamiątkowy w miejscu kwatery Romana Szuchewycza
Z inicjatywy wójta wsi Lubomyra Tyczkiwskiego oraz deputowanego do rady rejonowej Jaremy Zwarczuka 12 października 2015 roku  w Pukowie ustawiono krzyż na miejscu dawnej kwatery głównej dowódcy Ukraińskiej Powstańczej Armii, Romana Szuchewycza. W uroczystości wziął udział kapłan Ukraińskiej Cerkwi Greckokatolickiej. Pamiątkowy znak znajduje się w miejscu, gdzie od jesieni 1945 do lata 1946 roku przebywał Roman Szuchewycz.